# Badr al-Din ibn Kadi Samawna
Badr al-Din ibn Kadi Samawna (Samawna prop d'Adrianòpolis, 1358 - Serres, 18 de desembre de 1420) fou un erudit i revolucionari otomà, fill del cadi Ghazi Israil, i d'una dona grega.
Va passar la joventut a Adrianòpolis conquerida pels otomans el 1361 i va estudiar religió i astronomia. Va peregrinar a la Meca el 1383 i al retorn fou nomenat pel sultà Barkuk tutor del seu fill Faradj. Per influència del shaykh Husayn Akhlati present a la cort mameluca, va adoptar les doctrines sufites i el 1402/1403 es va retirar a Tabriz amb la safawiya d'Ardabil. Per evitar ser portat a Samarcanda per Tamerlà va fugir i va acabar substituint a Husayn Akhlati al front del seu convent quan aquest darrer va morir.
Va viatjar per Àsia Menor i va atreure la simpatia dels emirs de Konya i Germiyan, i progressivament es va transformar en un revolucionari desenvolupant la idea de la propietat comunitària atraient molta gent pobre de l'Àsia Menor, però finalment es va retirar a Edirne on durant set anys va portar una vida d'asceta solitari.
El 1410 el pretendent otomà Musa el va nomenar jutge militar però al triomfar Mehmet I a la batalla de Čamurlu (1413) fou destituït i desterrat a Iznik (Nicea); en aquest lloc va tenir contactes amb el moviment comunista clandestí de Bürklüdje Mustafa i d'un home anomenat Torklak Hu Kemal, i finalment va esclatar la revolta d'aquestos dos homes el 1416 amb Badr al-Din com a cap ideològic; els rebels van obtenir diversos triomfs a l'Anatòlia occidental.
Badr al-Din va sortir d'Iznik amb ajut del príncep de Sinope i es va dirigir a Rumèlia; la revolta a Anatòlia fou sufocada pels otomans i l'intent de revolta de Rumèlia dominat igualment; Badr al-Din fou capturat i portat a Serres, on el sultà estava combatent el fals Mustafà (Düzme Mustafa) i després d'un judici ràpid fou executat a Serres. La seva ideologia fou encara influent durant anys fins al regnat de Solimà.
Va escriure una cinquantena d'obres, principalment jurídiques.